# Платеэ
Платеэ́ (греч. Πλαταιαί) — деревня в Греции. Расположена на высоте 382 метра над уровнем моря на северном склоне Китерона у истока реки Асопос в 15 километрах к югу от Фив и в 65 километрах к северо-западу от Афин. Входит в общину (дим) Фивы в периферийной единице Беотии в периферии Центральной Греции. Население 944 жителей по переписи 2011 года.
До марта 1916 года (ΦΕΚ 29Β) называлась Кокла (Κόκλα). В 1912 году (ΦΕΚ 262Α) создано сообщество. В одном километре к северу находятся руины древнего города Платеи. Восточнее деревни проходит национальная дорога 3 Элефсис — Фивы, часть европейского маршрута E962.

## Сообщество Платеэ
В местное сообщество Платеэ входит монастырь Святой Троицы, расположенный на высоте 580 метров над уровнем моря. Население 947 жителей по переписи 2011 года. Площадь 37,321 квадратных километров.
| Наименование            | Население (2011), человек |
| ----------------------- | ------------------------- |
| Монастырь Святой Троицы | 3                         |
| Платеэ                  | 944                       |

## Население
| Год  | Население, человек |
| ---- | ------------------ |
| 1991 | 1122               |
| 2001 | 883                |
| 2011 | ↗ 944              |